# Rouez
Rouez, também conhecida como Rouez-en-Champagne, é uma comuna francesa na região administrativa do País do Loire, no departamento de Sarthe. Estende-se por uma área de 33.65 km². Em 2010 a comuna tinha 774 habitantes (densidade: 23 hab./km²).